# Albotachardina sinensis
Albotachardina sinensis är en insektsart som beskrevs av Zhang 1922. Albotachardina sinensis ingår i släktet Albotachardina och familjen Kerriidae. Inga underarter finns listade i Catalogue of Life.